# Samorząd Regionu Zewulun
Samorząd Regionu Zewulun (hebr. מועצה אזורית זבולון) – samorząd regionu położony w dystrykcie Hajfa, w Izraelu.

## Położenie
Samorządowi podlegają tereny w Dolinie Zewulon.

## Osiedla
Podlegają mu tereny o powierzchni 60 km², na których mieszka około 10 600 ludzi. Znajduje się tutaj 5 kibuców, 2 moszawy oraz 5 wiosek.

### Kibuce
| - Jagur - Kefar ha-Makkabbi - Ramat Jochanan | - Sza’ar ha-Amakim - Usza |

### Moszawy
| - Kefar Bialik | - Kefar Chasidim Alef |

### Wioski
| - Chawalid - Ibtin - Kefar Chasidim Bet | - Nofit - Oranim |